# Vackov (Černovice)
Vackov (německy Watzkow) je malá vesnice, část města Černovice v okrese Pelhřimov. V roce 2009 zde bylo evidováno 14 adres. V roce 2001 zde trvale žilo 25 obyvatel.
Vackov leží v katastrálním území Černovice u Tábora o výměře 13,89 km2.
V předprotektorátní době tu Rudolf Schönbach-zakladatel kožedělné výroby v nedalekých Černovicích u Tábora plánoval, postavit vlastní úpravnu kůže. Nalezl vhodný a laciný pozemek v zamokřené louce. K realizaci úpravny kůží již nedošlo, třebaže plány byly připraveny.
Plány Rudolfa Schönbacha přerušil příchod nacistů a zavedení Protektorátu Čechy a Morava,kdy byla kožedělná továrna donucena vyrábět pro nacistické Německo a na podzim 1948 došlo k jejímu znárodnění.

## Fotogalerie

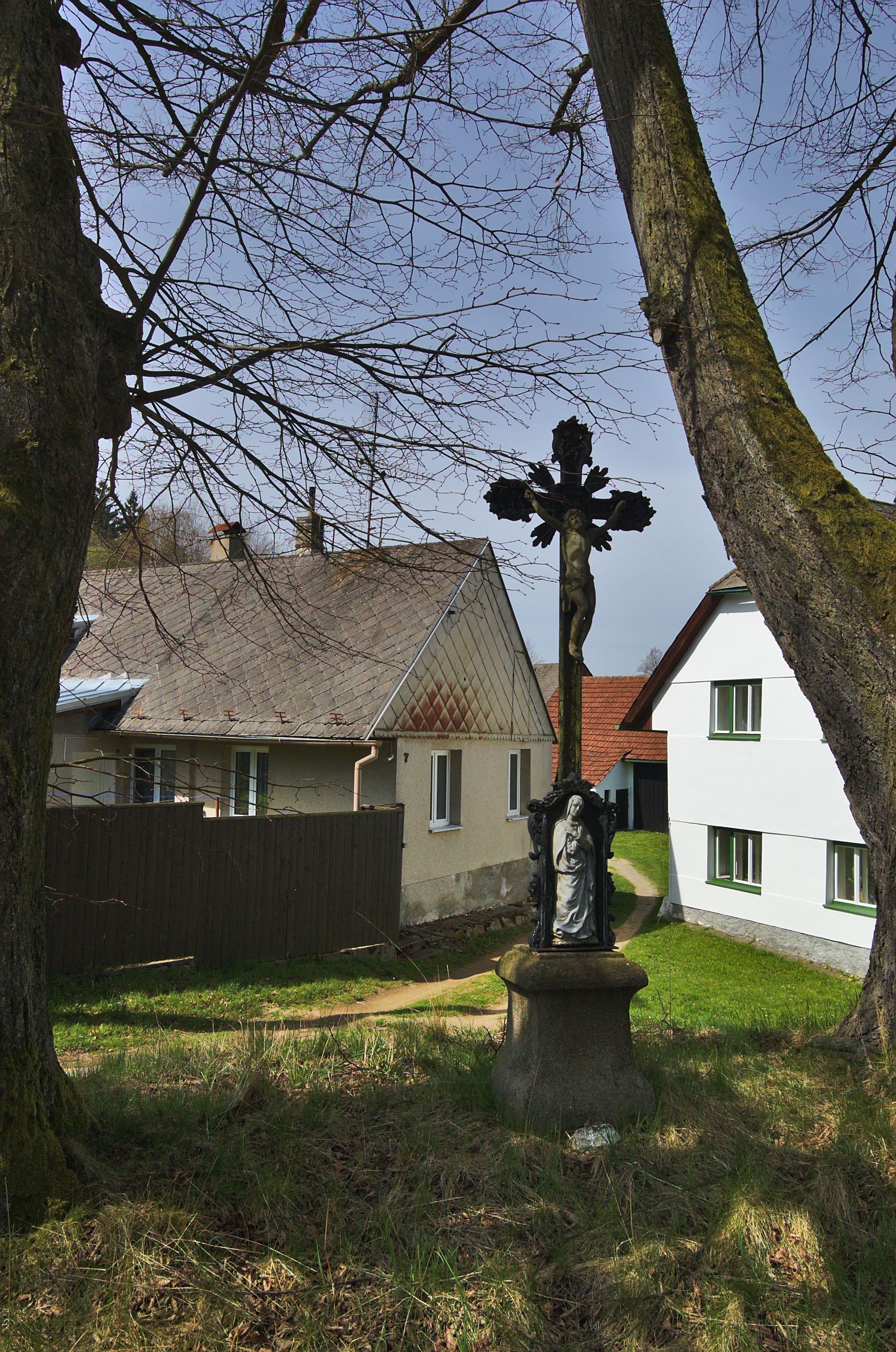
Kříž na návsi
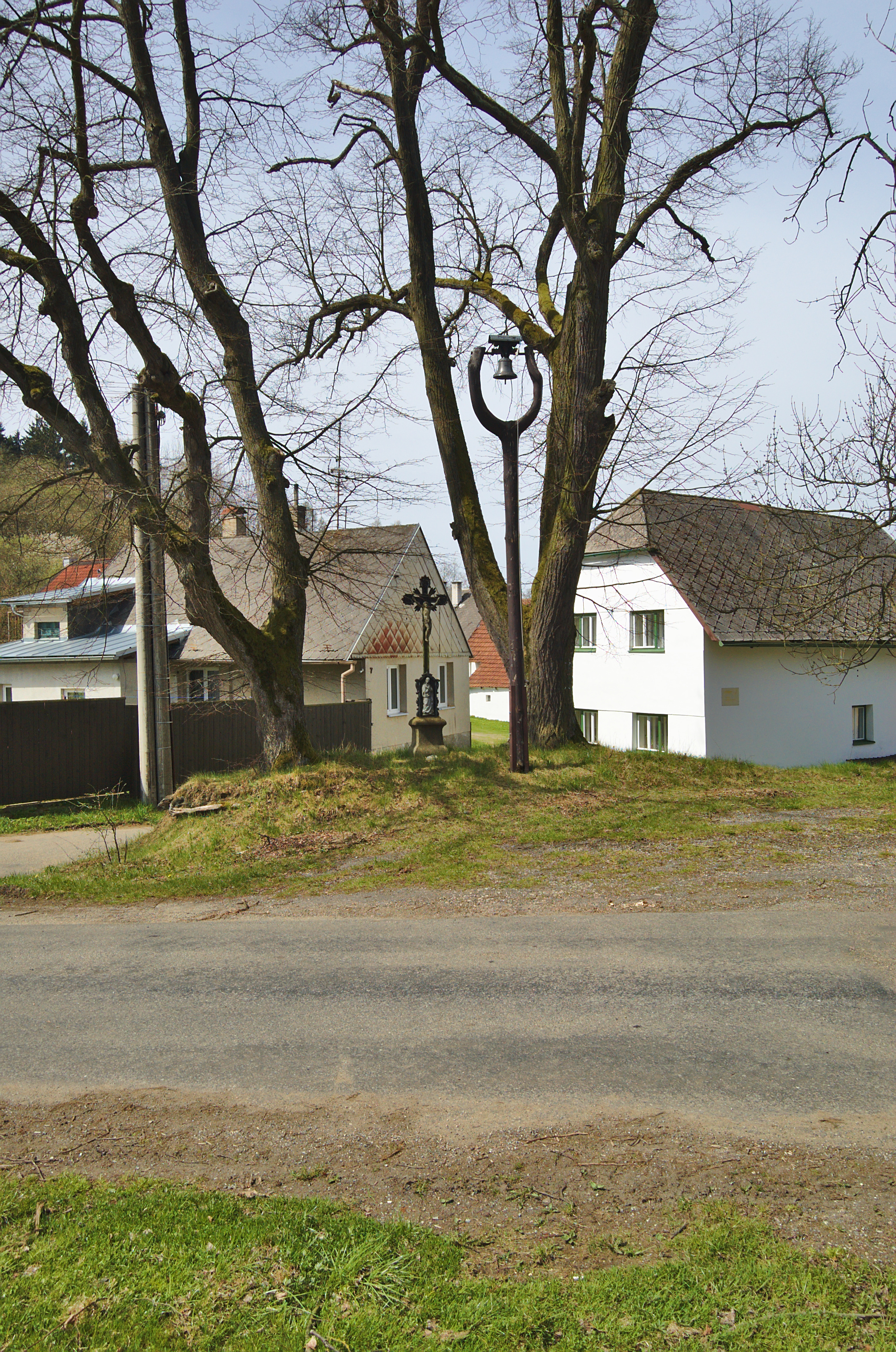
Zvonička a kříž na návsi
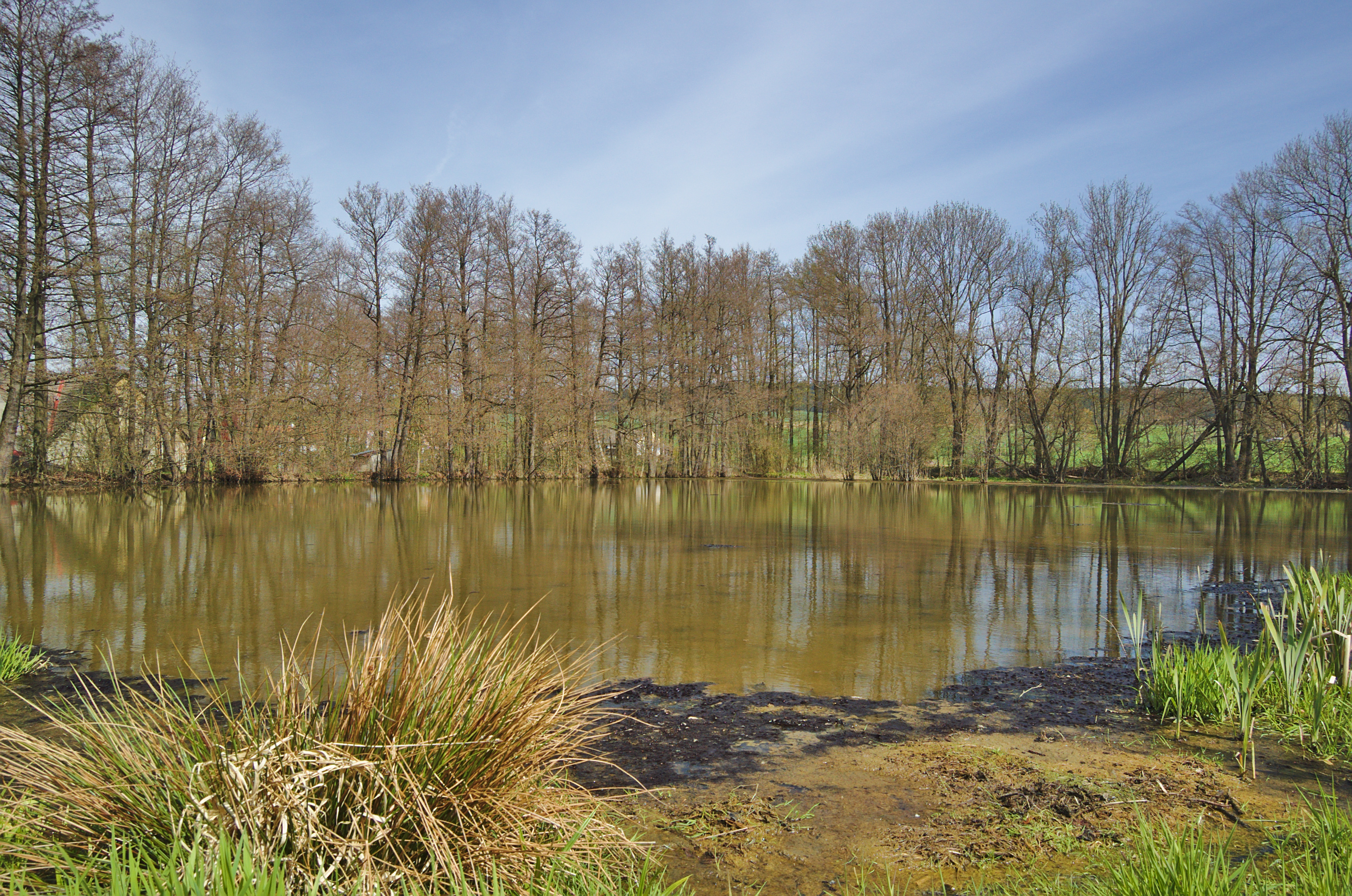
Děkanský rybník
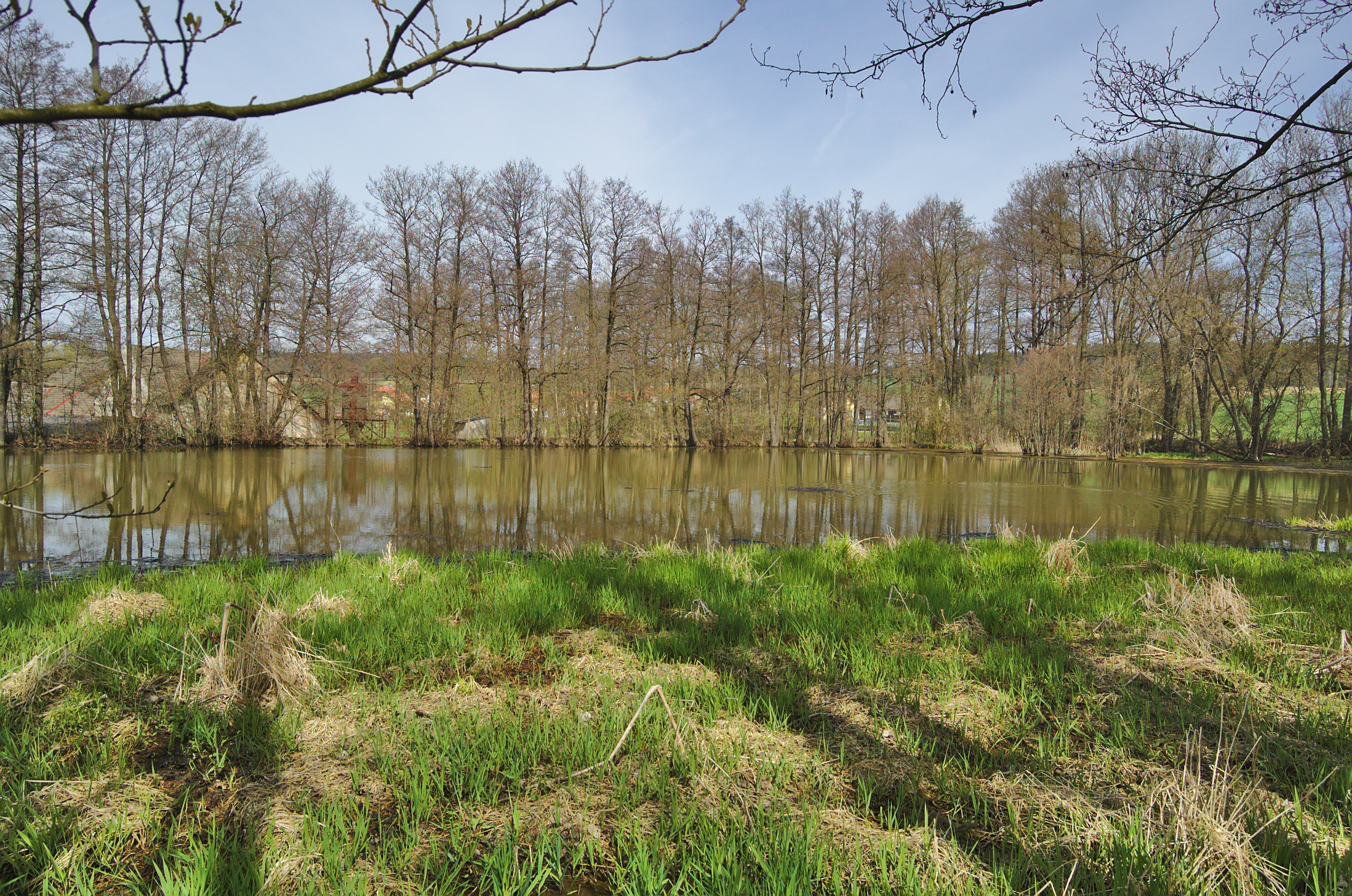
Děkanský rybník
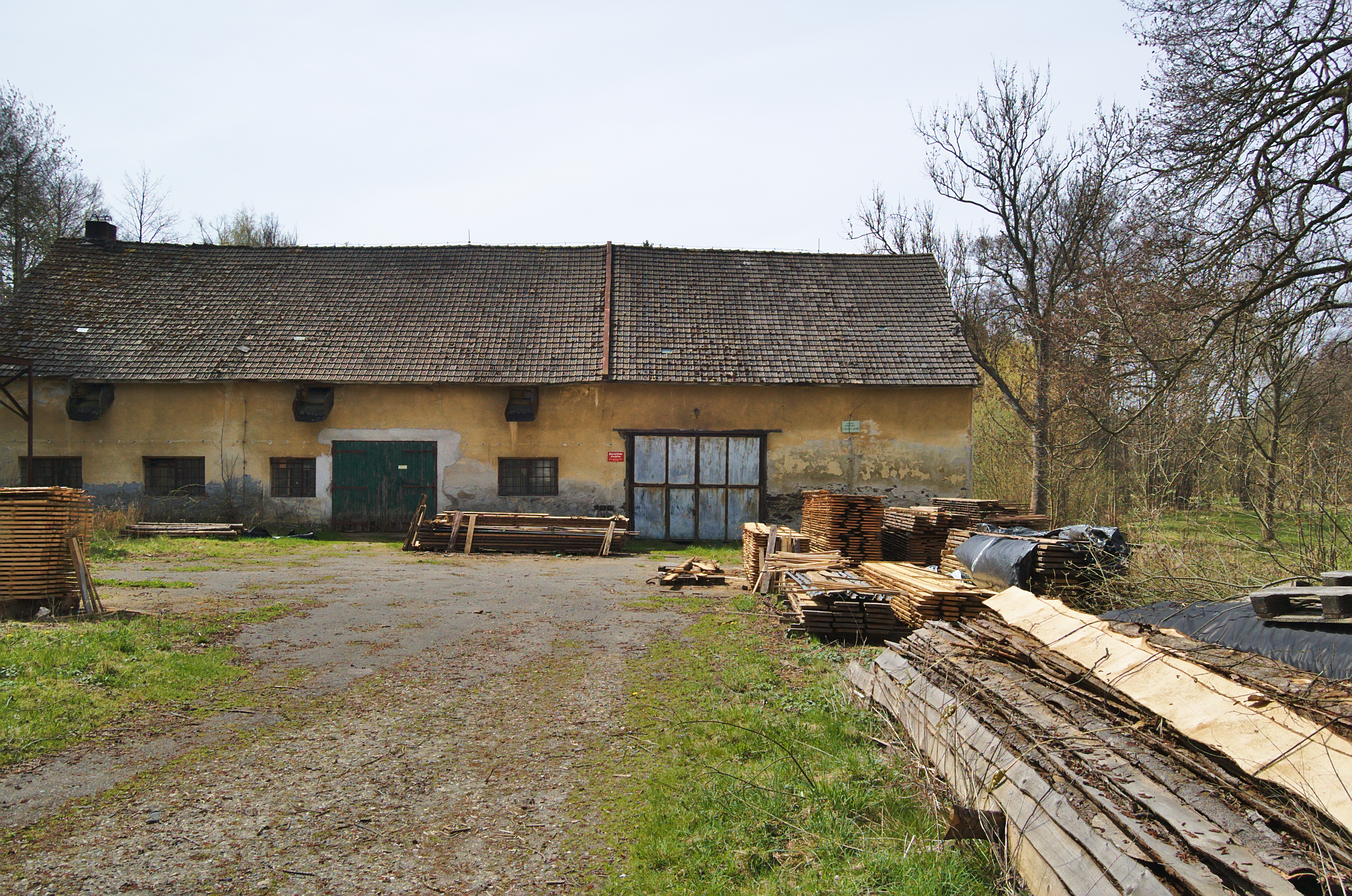
Bývalý mlýn